# Дні науки
«Дні науки» — науково-популярна акція, яка відбувається одночасно в наукових установах багатьох міст України. Метою акції є познайомити широкі прошарки українського суспільства з українськими науковцями, дослідницькими лабораторіями, досягненнями української та світової науки. Під час «Днів науки» читаються науково-популярні лекції, демонструються наукові експерименти, проводяться майстер-класи та екскурсії до наукових музеїв, лабораторій, обсерваторій. Всі заходи «Днів науки» є безкоштовними. Організаторами акції є ГО «Наукова унія» та науково-популярний портал «Моя наука».

## Концепція

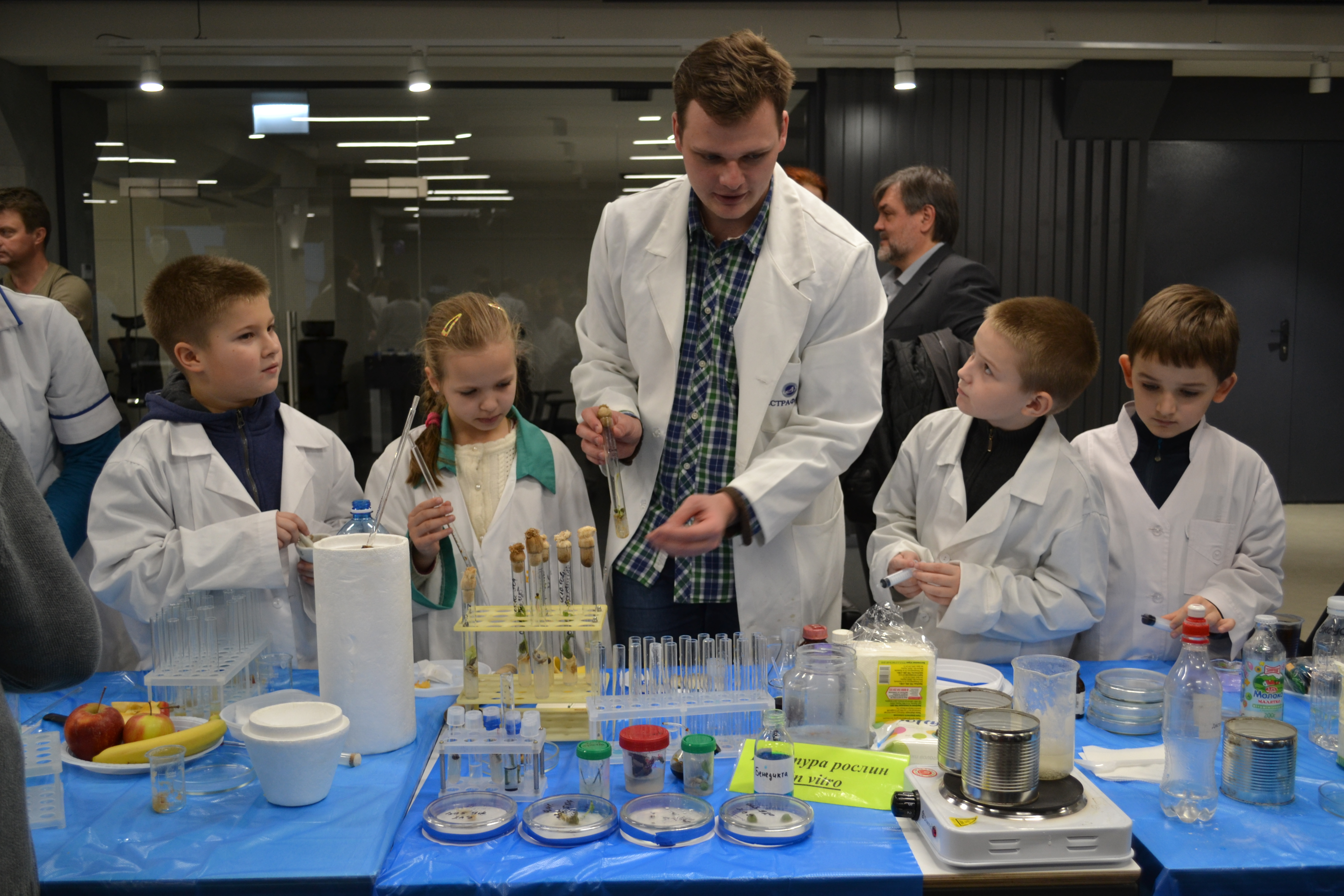
"Визначення кількості вітаміну С у соках" під час «Дні науки 2017»

«Дні науки» є майданчиком, де люди можуть поспілкуватися з науковцями та дізнатися нове про сучасну науку. Заходи акції проводяться в основному в наукових інститутах, на дослідницьких кафедрах університетів, у наукових музеях, астрономічних обсерваторіях, ботанічних садах, заповідниках тощо. Лекторами, демонстраторами та екскурсоводами є молоді й досвідчені науковці в різних галузях.
Метою акції є ознайомлення жителів України з українською наукою, тематикою досліджень української та світової науки. До заходів акції організатори запрошують дітей шкільного віку, студентів з метою зацікавити їх науковою роботою.
Акція проходить двічі на рік та приурочена до Всесвітнього дня науки 10 листопада та українського Дня науки, який відмічається у травні.
Проект має свої сторінки в соціальних мережах, завдяки яким поширює інформацію про свої та партнерські події.

## Учасники акції «Дні науки»
Лекції під час «Днів науки» читали математики Анатолій Самойленко та Юрій Дрозд та Ірина Єгорченко фольклорист Олена Івановська, фізики Максим Стріха, Олександр Марченко, Сергій Шарапов, ботанік Сергій Мосякін, медик Віктор Досенко, біофізик Нана Войтенко.
У Києві найчастіше «Дні науки» проходять на базі Інституту фізіології, Інституту молекулярної біології і генетики, Інституту біохімії, Інституту зоології, Інституту ботаніки, Національного науково-природничого музею НАН України, Астрономічної обсерваторії та Археологічного музею Київського національного університету.

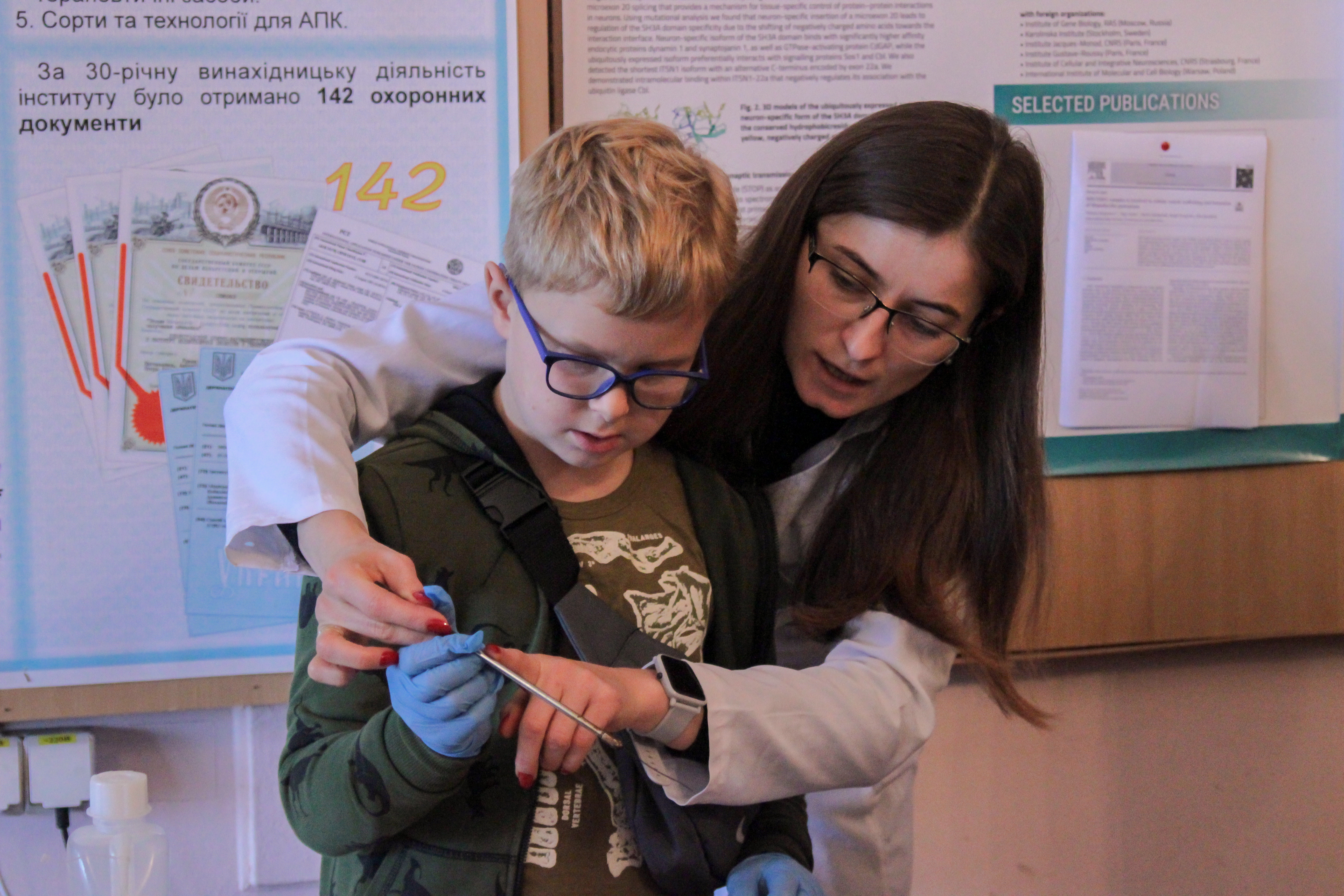
Дослідниця та відвідувачка роблять бактеріологічний посів петлею мікроорганізмів з культуральної рідини на живильне середовище. «Дні науки 2019» в Інституті молекулярної біології і генетики НАН України

У Львові постійним учасником Днів науки є Державний природознавчий музей НАН України.

## Історія
Вперше акцію до Всесвітнього дня науки в листопаді 2013 року провели науковці Інституту фізіології ім. О. О. Богомольця НАН України та популяризатори науки з порталу «Моя наука». У холі Інституту фізіології були виставлені столи з науковими демонстраціями: виділення ДНК з яблук та її електрофорез, скорочення кардіоміоцитів під мікроскопом, вимірювання теплової чутливості шкіри, лабораторні тварини тощо. Захід відвідало більше 500 людей.

### 2014
Навесні 2014 року ще 3 установи НАН України — Інститут біохімії ім. О. В. Палладіна, Інститут молекулярної біології і генетики та Національний ботанічний сад долучилися до спільної акції популяризації науки. Окрім демонстрацій були прочитані науково-популярні лекції та екскурсії.
Акція вперше пройшла під назвою та логотипом «Дні науки» 8-9 листопада 2014 року, охопивши 9 локацій в Києві та 2 в Харкові.Заходи акції відвідали більше 3 тисяч осіб.

### 2015
У травні 2014 року «Дні науки» проводилися сумісно з Всесвітнім днем рослин. Акція пройшла у Києві, Львові, Харкові 16-17 травня.
Осінню акцію проводили 14-15 листопада в Києві, Харкові, Львові та Дніпропетровську.

### 2016
Весняна акція відбулася 14-15 травня в Києві, Харкові, Львові, Дніпрі та в Одесі.
У 2016 році осіння акція відбулася 12-13 листопада в 7 містах України: традиційних Києві, Львові, Одесі, Харкові та вперше в Житомирі, Івано-Франківську та Каневі.

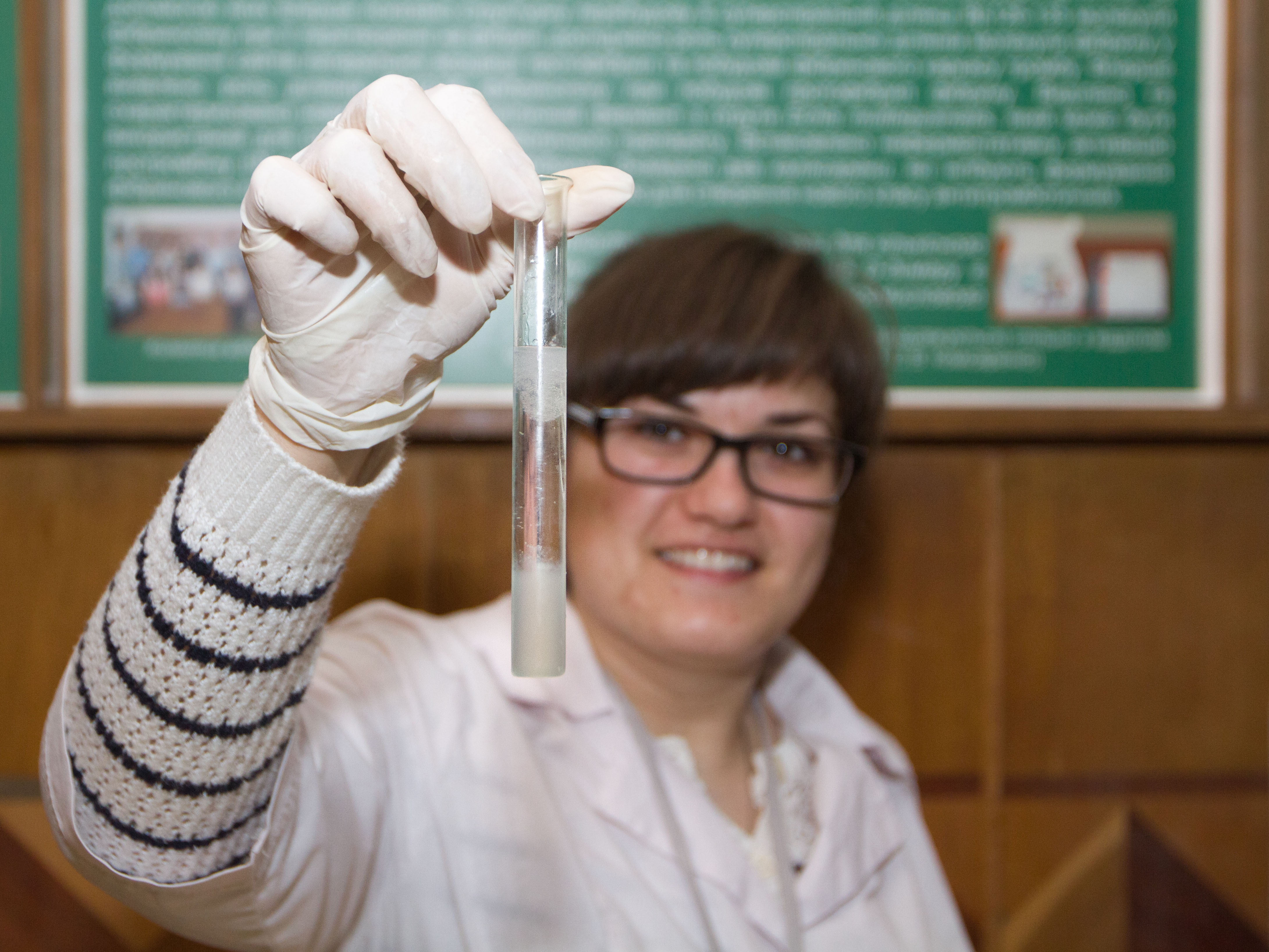
Науковиця демонструє процес виділення ДНК під час заходів «Дні науки 2016. Весна» в Інституті біохімії НАН України

### 2017
«Дні науки. Весна» знову проходили сумісно з Всесвітнім днем рослин. «Рослинна тематика» охопила міста по всій країні, а інші галузі науки були представлені в Харкові, Житомирі та Одесі. Також вони проводились в Києві 11-12 листопада за підтримкою низки освітніх та навчальних закладів, зокрема UNIT.City.

### 2018
«Дні науки. Весна» проходили 12-13 травня у 4 містах України: Харків, Одеса, Житомир  та вперше у Луцьку.
Натомість восени Дні науки відбувалися 10-11 листопада у наступних містах: Києві , Харкові, Одесі , Житомирі, Львові та Івано-Франківську. 

### 2019
«Дні науки. Весна» традиційно проходили у: Києві, Житомирі та Харкові. Вперше до заходів приєдналися Полтава   та Миколаїв. Весняні Дні науки відбувалися 25-26 травня.
«Дні науки» відбувалися 9-10 листопада в Києві, Івано-Франківську, Житомирі, а також уперше в Запоріжжі.

## Партнери акції
«Дні науки» підтримує Національна академія наук України, а також Рада молодих вчених НАН. У різні роки акцію підтримували Мала академія наук України, ГО «Гумбольдт-клуб», «Наукові пікніки». Фінансову підтримку здійснювали українські компанії та міжнародні наукові товариства ти Громадський бюджет Києва. 